# Campionati tedeschi di sci alpino 1978
Ai Campionati tedeschi di sci alpino 1978 furono assegnati i titoli di slalom gigante e slalom speciale, sia maschili sia femminili, e di discesa libera femminile.

## Risultati
| Specialità      | Uomini               | Donne       |
| --------------- | -------------------- | ----------- |
| Discesa libera  | non assegnato        | Irene Epple |
| Slalom gigante  | Edi Reichart         | Irene Epple |
| Slalom speciale | Christian Neureuther | Pamela Behr |